# Anne DeMarinis
Anne DeMarinis es una artista y músico estadounidense. Fue miembro de la banda de rock alternativo Sonic Youth durante un corto período en 1981, trabajando como tecladista. También contribuyó con las voces, junto con Kim Gordon y Thurston Moore en tres temas en su único concierto que hizo con la banda, el 18 de junio de 1981. Los temas llevaban por nombres "Noisefest #1", "Noisefest #2" y "Noisefest #3." También tocó la guitarra en vivo durante la canción "Noisefest #4". Abandonó el grupo antes de que el EP debut de la banda fuera grabado.